# 모리 슈워츠
모리스 모리 슈워츠(Morris "Morrie" Schwartz, 1916년 12월 20일 - 1995년 11월 4일)는 미국의 사회학자이다. 1997년에 그의 제자 미치 앨봄이 쓴 <모리와 함께한 화요일>이란 책으로 사후에 명성을 얻었다.

## 일생
1916년 12월 20일 미국 시카고에서 태어났다. 부모는 러시아에서 이민 온 유대인이었다. 어린 시절을 뉴욕 빈민가에서 보냈다. 어려움 속에도 브랜다이스대학 사회학과 교수가 됐다. 이 대학에서 35년간 후학들을 가르쳤다. 동료와 함께 쓴『정신병원』은 사회심리학 고전으로 불린다.
1994년 루게릭병에 걸려 1995년 11월 4일 숨을 거뒀다. 죽음을 눈앞에 두고 TV에 출연, 살아있음의 소중함을 일깨워 큰 감동을 안겨 주었다. 베스트셀러 『모리와 함께한 화요일』의 실제 주인공이다.

### [모리와 함께한 화요일]
<모리와 함께한 화요일>은 제자인 미치 앨봄 (Mitch Albom)이 매주 화요일마다 대학 시절 은사였던 모리 슈워츠를 찾아가 나눈 14번의 만남을 글로 옮긴 책이다. 그들의 대화 주제는 누구나 살면서 겪는 감정들에 대한 이야기들로 세상, 가족, 죽음, 자기 연민, 사랑이다.